# Fernando Ocáriz Braña

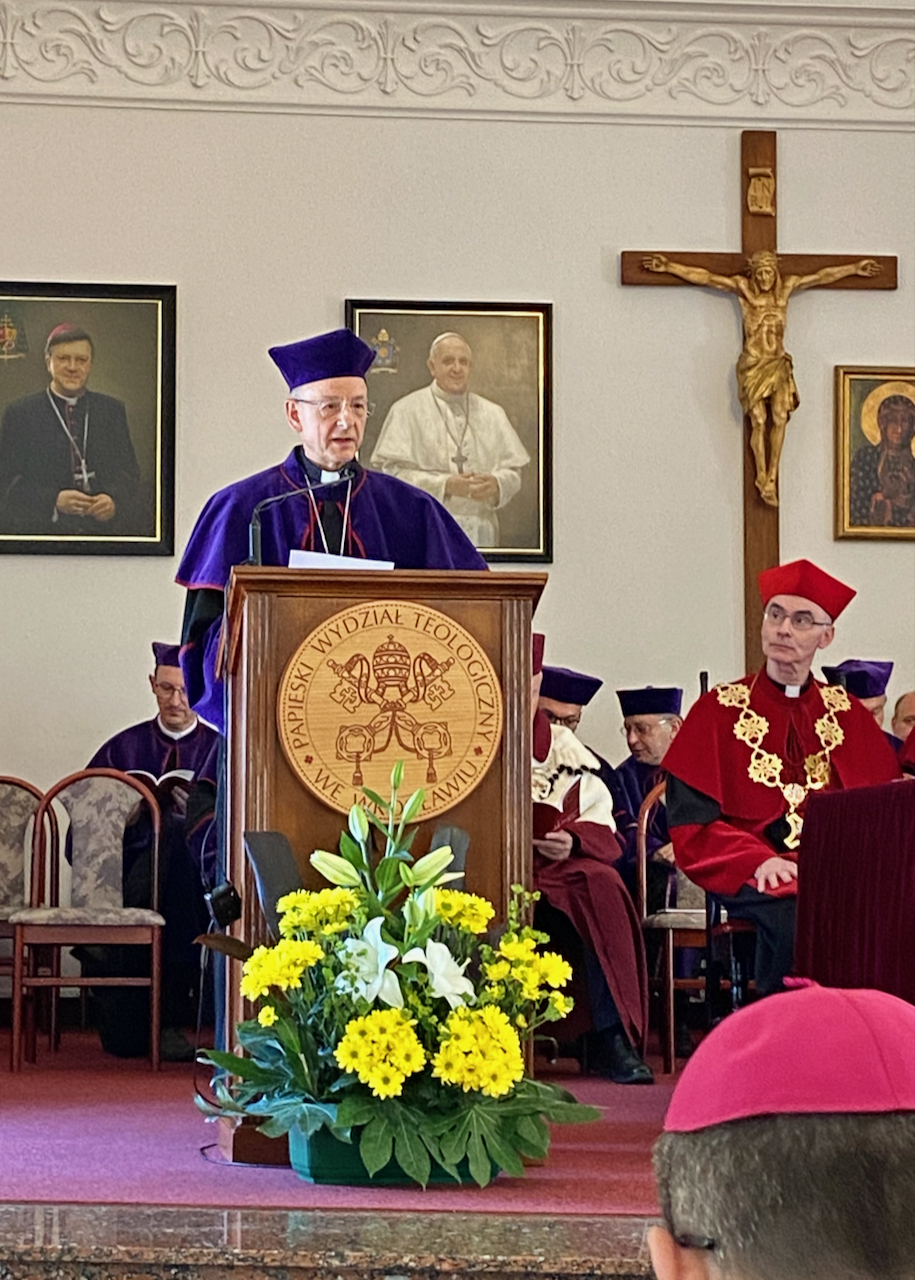
Ks. prof. Fernando Ocáriz Braña podczas wykładu z okazji doktoratu honoris causa Papieskiego Wydziału Teologicznego we Wrocławiu (2022)

Fernando Ocáriz Braña (ur. 27 października 1944 w Paryżu) – duchowny katolicki teolog, konsultor Kongregacji Nauki Wiary. Od 23 stycznia 2017 prałat Prałatury personalnej Opus Dei.

## Życiorys
Ukończył fizykę na Uniwersytecie w Barcelonie (1966), a następnie w 1969 studia teologiczne na Papieskim Uniwersytecie Laterańskim. W 1971 uzyskał stopień doktora teologii na Uniwersytecie Nawarry. W tym samym roku w dniu 15 sierpnia Marcelo González Martín udzielił mu w Madrycie święceń kapłańskich. Od 1984 był profesorem zwyczajnym teologii fundamentalnej i dogmatycznej na Papieskim Uniwersytecie Świętego Krzyża w Rzymie.
Od 1986 jest konsultorem różnych organizmów Kurii Rzymskiej: Kongregacji Nauki Wiary (od 1986), Kongregacji ds. Duchowieństwa (od 2003) oraz Papieskiej Rady ds. Promocji Nowej Ewangelizacji (od 2011). Według Johna Allena jest jednym z głównych autorów Dominus Iesus.
Wikariuszem Generalnym Prałatury Opus Dei został 23 kwietnia 1994. 9 grudnia 2014 został mianowany Wikariuszem Pomocniczym.
W 2009 został mianowany jednym z trzech członków uczestniczących z ramienia Stolicy Apostolskiej w rozmowach z lefebrystami.
23 stycznia 2017 mianowany przez papieża Franciszka prałatem Opus Dei. W dniu 22 czerwca 2022 został wyróżniony doktoratem honoris causa Papieskiego Wydziału Teologicznego we Wrocławiu.

## Publikacje
- Sobre Dios, la Iglesia y el Mundo, Wyd. Rialp, Madryt 2013
- God as Father, Scepter 1998
- Delimitación del concepto de tolerancia y su relación con el principio de libertad, Scripta Theologica 27 (1995) 865-884
- El Beato Josemaría Escrivá de Balaguer y la teología, Scripta Theologica 26 (1994) 977-991
- The Mystery of Jesus Christ: a Christology and Soteriology, textbook, Four Courts Press, Blackrock 1994
- Vocazione alla santità in Cristo e nella Chiesa, Ateneo Romano della Santa Croce. Santità e mondo. Atti del Convegno teologico di studio sugli insegnamenti del beato Josemaría Escrivá (Rzym, 1993) Citta del Vaticano 1994, 27-42
- Dichiarazione Mysterium Ecclesiae, 24.06.1973: testo e commenti, Congregazione per la dottrina della fede, commenti F. Ocáriz, S. Nagy, Lib. Ed. Vat., Vaticano 1993
- L' Opus Dei nella Chiesa, ecclesiologia, vocazione, secolarietà; Red. P. Rodríguez, F. Ocáriz, J.L. Illanes, Casale Monferrato 1993
- La Revelación en Cristo y la consumación escatológica de la historia y del cosmos, w: Izquierdo, C.; Alviar, J. J.; Balaguer, V.; González-Alió, J. L.; Pons, J. M.; Zumaquero, J. M. (Wyd.), Dios en la palabra y en la historia. XIII Simposio Internacional de Teología de la Universidad de Navarra, Pamplona 1993, 377-385
- La vocación al Opus Dei como vocación en la Iglesia, w: El Opus Dei en la Iglesia: introducción eclesiológica a la vida y el apostolado del Opus Dei, Pedro Rodriguez, Fernando Ocáriz, José Luis Illanes, Rialp, Madrid 1993, p.135-198
- Questioni di teologia fondamentale, Ateneo Romano della Santa Croce, Rzym 1993
- Questioni su tradizione e magistero, dispense ad uso degli studenti, Ateneo Romano della Santa Croce, Rzym 1993
- Vivir como hijos de Dios. Estudios sobre el Beato Josemaría Escrivá, Wyd. Eunsa, Pamplona 1993
- El Opus Dei en la Iglesia, Wyd. Rialp, Madryt 1993
- Sul primato teologico della S. Scrittura secondo S. Tom. d'Aquino, w: Storia del tomismo (fonti e riflessi), Atti del IX Congresso tomistico internazionale, Lib. Ed. Vat., Vaticano 1992, s. 7-12
- Teologia Fondamentale I, Ateneo Romano della Santa Croce, Rzym 1992
- Il prelato dell'Opus Dei è vescovo: significato ecclesiale e teologico dell'ordinazione, Studi Cattolici 35 (1991) 22-29
- Teologia Fondamentale (Prima Parte), Rzym 1991
- El misterio de Jesucristo. Lecciones de cristología y soteriología, EUNSA, Pamplona 1991; 1993
- Tomás de Aquino, también hoy, resp. C. Fabro, F. Ocáriz, C. Vansteenkiste, A. Livi, Ed. Universidad de Navarra, ed. 2: Pamplona 1990
- La competenza del Magistero della Chiesa «in moribus», in: Pontificio Istituto Giovanni Paolo II per Studi su Matrimonio e Famiglia Università Lateranense. Centro Accademico Romano della Santa Croce Università di Navarra, «Humanae Vitae» 20 Anni Dopo. Atti del II Congresso Internazionale di Teologia Morale (Roma, 9-12 novembre 1988), Mediolan 1989, p. 125-138
- La nota teologica dell'insegnamento dell'«Humanae vitae» sulla contraccezione, Anthropotes 4 (1988) 25-44
- María y la Trinidad, Scripta Theologica 20 (1988) 771-798
- La mediazione materna (Riflesisone teologica sull'Enc. Redemptoris Mater), Romana III/5 (1987) 311-319
- La filiacion divina, realidad central en la vida y en la enseñanza de Mons. Escrivá de Balaguer, w Mons. Escrivá de Balaguer y el Opus Dei: en el 50 aniversario de su fundación, ed.2: Pamplona 1985 Scripta Theologica 13 (1981) 513-552
- Partecipazione dell' essere e soprannaturale, w: Essere e libertà, Studi in onore di Cornelio Fabro, Rimini 1984, S. 141-154
- Lo Spirito Santo e la libertà dei figli di Dio, w: Atti del Congresso Internazionale di Pneumatologie, Lib. Ed. Vaticana 1982, 1239-1251
- La elevación sobrenatural como re-creación en Cristo, w: AA. VV., Prospettive Teologiche Moderne, Libreria Edtrice Vaticana 1981, (Atti del'VIII Congresso Tomistico Internationale; Studi Tomistici, 13), 281-292
- El marxismo: teoría y prática de una revolución, ed. 5: Madryt 1980
- Perspectivas para un desarrollo teologico de la participacion sobrenatural y de su contenido esencialmente Trinitario, w: "Atti del Congresso Internazionale" n. 3 Neapol 1979, 183-193
- Amor a Dios, amor a los hombres, ed.4: Madryt 1979
- Filiación divina, GranEncRialp X (1979) 116-118
- Il Marxismo: ideologia della rivoluzione, Ares, Mediolan 1977
- Introducción al marxismo, Prensa española, EMESA, Barcelona 1976
- La Santisima Trinidad y el Misterio de muestra Deificacion..., Scripta Theologica 6 (1974) 363-390
- Hijos de Dios en Cristo. Introduccion a una teología de la participación sobrenatural, Pamplona 1972
- Hijos de Dios en Cristo, Pamplona 1969